# Leva Barker
La leva Barker è un sistema pneumatico che moltiplica la forza di un dito sul tasto di un organo a canne meccanico. Viene sfruttata la pressione del vento dell'organo per gonfiare piccoli mantici, per superare la resistenza dei ventilabri nei somieri dell'organo. 

## Storia
Questa leva consentiva lo sviluppo di organi di dimensioni maggiori che rispondevano meglio al tocco dell'organista. Questi organi più grandi si diffusero dapprima in Francia, come ad esempio l'organo costruito da Cavaillé-Coll a Saint Sulpice. La prima leva Barker fu costruita nell'organo Cavaillé-Coll della Basilica di Saint-Denis.
Questo "artificio" prese il nome da Charles Spackman Barker (1804-1879), ingegnere e costruttore di organi. Una leva simile è stata sviluppata da David Hamilton nel 1835 e si è dibattuto se Barker si fosse appropriato dell'idea.

## Funzionamento

La macchina Barker utilizza l'alimentazione a vento dello strumento per funzionare. Questa alimentazione si effettua con il condotto A. 
Con la pressione di un tasto sulla tastiera si apre la valvola 1 e si chiude la 3. Ciò permette al mantice C di riempirsi d'aria e andare ad azionare la verghetta e così aprire le valvole dei somieri relativi al tasto premuto. In questo tempo la valvola 2 si chiude, isolando così il mantice C dalla parte B della macchina di Barker. Il mantice C è così tenuto sotto pressione fino alla riapertura della valvola 3, cioè al rilascio del tasto da parte dell'organista. Il peso P consente la rapida evacuazione dell'aria contenuta nel mantice C.